# Lagi Dyer
Lagi Dyer (16 april 1972) is een voormalige Fijisch voetballer die bij voorkeur als aanvaller speelt.  
Op 15 mei 2004 in de thuiswedstrijd tegen Amerikaans Samoa maakte Dyer zijn debuut voor Fiji voetbalelftal. Hij kwam in 63e minuut als invaller voor Viliame Toma, de wedstrijd ging gewonnen met 11-0. Hij heeft 4 wedstrijden gespeeld voor zijn nationale ploeg.
Dyer beëindigde zijn voetbalcarrière in 2018.